# 藤原行家 (平安時代後期の貴族)
藤原 行家（ふじわら の ゆきいえ）は、平安時代中期から後期にかけての貴族。藤原北家日野流（真夏流）、式部権大輔・藤原家経の次男。官位は正四位下・讃岐守。

## 経歴
後冷泉朝の康平3年（1060年）対策に及第し、康平5年（1062年）左衛門権佐（または左衛門少尉）に任ぜられる。また、この頃蔵人を務めている。
白河朝の前半は左衛門権佐を務める一方で、防鴨河使・文章博士を兼帯し、この間の承暦2年（1078年）従四位下に叙せられている。永保3年（1083年）阿波守として地方官に転ずると、寛治4年（1090年）美作守、寛治7年（1093年）讃岐守と、白河朝後半から堀河朝前半にかけて地方官を務めた。またこの間の寛治元年（1087年）には堀河天皇の大嘗会において主基方の和歌を献じている。その後、堀河朝半ばには弾正大弼として京官に復し、位階は正四位下に至った。康和2年（1100年）11月23日に延暦寺に登って出家し、長治3年（1106年）2月19日卒去。享年78。
勅撰歌人として、『金葉和歌集』に1首の和歌作品が採録されている。

## 官歴
- 康平3年（1060年） 4月：対策及第[1]
- 時期不詳：蔵人[3]
- 康平5年（1062年） 正月：左衛門権佐または左衛門少尉、検非違使宣旨[1]
- 時期不詳：正五位下
- 承保2年（1075年） 5月14日：見左衛門権佐兼土佐介[4]
- 承暦元年（1077年） 閏12月4日：見防鴨河使[5]
- 承暦2年（1078年） 正月6日：従四位下[6]
- 承暦4年（1080年） 12月27日：見左衛門権佐防鴨河使文章博士周防介[7]
- 永保元年（1081年） 2月10日：文章博士[8]
- 永保3年（1083年） 2月1日：阿波守、止左衛門権佐[6]
- 寛治元年（1087年） 11月22日：前阿波守[9]
- 寛治4年（1090年） 8月10日：美作守[9]
- 寛治7年（1093年） 12月18日：讃岐守[9]
- 時期不詳：正四位下
- 承徳3年（1099年） 11月20日：見弾正大弼兼讃岐守[10]
- 康和2年（1100年） 7月24日：見讃岐守[11]。11月23日：出家（登山）[1]
- 長治3年（1106年） 2月19日：卒去[9]

## 系譜
『尊卑分脈』による。
- 父：藤原家経
- 母：藤原公業の娘
- 妻：藤原実範の娘
  - 男子：藤原行盛（1074-1134）
  - 男子：藤原広実（?-1087）
  - 男子：藤原宗国
- 妻：藤原永業の娘
  - 男子：藤原有業（?-1132）
- 生母不詳の子女
  - 男子：真家
  - 男子：定円
  - 男子：信誉
  - 女子：藤原良兼妾
  - 女子：高階敦遠妾